# Seznam bitk rimske vojske
Seznam bitk rimske vojske.

## A
- bitka pri Akciju, 31 pr. n. št.
- bitka za Alezijo, 52 pr. n. št.
- Bitka pri Angrivarskem zidu, 16
- Bitka pri Arbali, 11
- bitka za Avakirum, 52 pr. n. št.

## B
- Bitka pri jezeru Benacus, 268
- Bitka pri Brumathu, 356

## D
- Bitka pri Durocortorumu, 356

## F
- Bitka pri Fanu, 271

## I
- Bitka pri Idistavisu, 16
- Bitka pri Isu (194)

## J
- Obleganje Jeruzalema (70),

## K
- bitka pri Kanah, 216 pr. n. št.
- bitka za Kapuo, 211 pr. n. št.
- Bitka pri Kari, 53 pr. n. št.
- bitka za Kinoskefalai, 197 pr. n. št.
- Bitka pri Kiziku, 194
- bitka za Kartagino

## L
- Bitka pri Lingonesu, 298
- Clades Lolliana, 16 pr. n. št.
- Bitka pri Lugdunu, 197
- Bitka pri reki Lupia, 11

## M
- Bitka pri Mediolanumu, 259

## N
- Bitka pri Nikeji, 193
- bitka za Numancijo, 133 pr. n. št.

## P
- Bitka pri Paviji, 271
- bitka za Pidno, 168 pr. n. št.
- Bitka pri Pontes Longi, 15

## S
- bitka za Sirakuze, 211 pr. n. št.

## V
- Bitka pri Vindonissi, 298
- Bitka v Vogezih, 58 pr. n. št.

## Z
- bitka pri Zami, 202 pr. n. št.